# Pedro Rubiano Sáenz
Pedro Rubiano Sáenz (ur. 13 września 1932 w Cartago, zm. 15 kwietnia 2024 w Bogocie) – kolumbijski duchowny katolicki, arcybiskup Bogoty, kardynał.

## Życiorys
Studiował filozofię w seminarium w Popayán, 8 lipca 1956 w Cali przyjął święcenia kapłańskie. Kontynuował studia poza Kolumbią – na Uniwersytecie w Laval (Quebec, Kanada), na Katolickim Uniwersytecie Amerykańskim w Waszyngtonie, w instytucie ILADES w Santiago; kształcił się w kierunku teologii, katechezy i nauki społecznej Kościoła. Pracował jako duszpasterz w archidiecezji Cali, był wikarym i proboszczem kilku parafii (m.in. współtworzonej przez siebie parafii San Pedro Claver), kapelanem szkół wojskowych i cywilnych oraz kliniki. Pełnił funkcje w kurii archidiecezjalnej oraz był wicerektorem miejscowego seminarium.
2 czerwca 1971 został mianowany biskupem Cucuta, sakry biskupiej udzielił mu 11 lipca 1971 arcybiskup Angelo Palmas, nuncjusz w Kolumbii. Po kilkunastu latach pracy w tej diecezji biskup Rubiano Sáenz został promowany na arcybiskupa-koadiutora Cali (z prawem następstwa) w marcu 1983 i dwa lata później – w lutym 1985 – zastąpił dotychczasowego arcybiskupa Alberto Uribe (który zrezygnował i wkrótce zmarł). W latach 1990–1996 Rubiano Sáenz pełnił przez dwie kadencje funkcję przewodniczącego Konferencji Episkopatu Kolumbii; ponownie został wybrany na to stanowisko w lipcu 2002 (do 2008). Od kwietnia 1990 do stycznia 1991 był dodatkowo administratorem apostolskim diecezji Popayan. W grudniu 1994 przeszedł na stolicę arcybiskupią i prymasowską Bogota.
W lutym 2001 Jan Paweł II wyniósł go do godności kardynalskiej, z tytułem prezbitera Trasfigurazione di Nostro Signore Gesu Cristo. Rubiano Sáenz brał udział w konferencjach generalnych Episkopatów Latynoamerykańskich (czwartej w Santo Domingo, Dominikana, październik 1992 i piątej w Aparecida, Brazylia, maj 2007) oraz sesjach Światowego Synodu Biskupów w Watykanie. W 2005 uczestniczył w konklawe. W lipcu 2010 złożył rezygnację z funkcji arcybiskupa Bogoty. Jego następcą został arcybiskup Rubén Salazar Gómez
13 września 2012 w związku z ukończeniem 80 roku życia utracił prawo do czynnego uczestniczenia w przyszłych konklawe.